# Monastero di San Vincenzo (Bassano Romano)
Il monastero di San Vincenzo si trova nel comune di Bassano Romano, in provincia di Viterbo. Fa parte della Congregazione silvestrina, fondata da san Silvestro nel monastero di monte Fano a Fabriano.

## Storia
Il monastero è di recente costruzione, fatta nel dopoguerra. È stato edificato attorno alla chiesa di San Vincenzo del Seicento, voluta e costruita dai Giustiniani, che oltre alla chiesa in Bassano Romano erano proprietari del palazzo e della villa estiva.

## La chiesa del seicento
Questa struttura è senz'altro quella di maggior rilievo del complesso. Essa ricalca lo stile architettonico definito da Jacopo Barozzi da Vignola e che si può facilmente riconoscere anche nel palazzo Giustinani presente al centro del paese, in numerosi palazzi delle zone limitrofe al comune di Bassano Romano e in molti edifici presenti a Roma. L'interno presenta una semplicità quasi disarmante: le pareti sono prive di affreschi e solamente decorate con semplici stucchi, ma non c'è da meravigliarsi di questo stile così spoglio, in quanto la chiesa, inizialmente, era destinata a semplice mausoleo della famiglia Giustiniani; emerge dal disegno riguardante il progetto di partenza che tale mausoleo dovesse essere circondato da un insieme di case, la cui disposizione è stata maticolosamente curata, per dare vita ad un nuovo borgo, lontano da quello situato più a valle. Al suo interno sono presenti due lapidi, che riportano delle indulgenze particolari del papa Innocenzo X; degne di nota anche due tele disposte ai lati del transetto, una riguardante la nascita del Redentore e l'altra l'incoronazione di San Vincenzo martire. Più di tutti colpisce però la statua del Cristo Portacroce o Cristo Redentore, realizzata da Michelangelo Buonarroti nel 1514-1516, di eccezionale portamento e espressione, anche se, lasciata incompiuta dal grande fiorentino, fu terminata da mano successiva. Il complesso di San Vincenzo martire è ora di proprietà dei monaci benedettini silvestrini, ai quali è stato donato (assieme a diversi appezzamenti di terra) dal principe Odescalchi nel 1940.

## La statua del Cristo Portacroce di Michelangelo

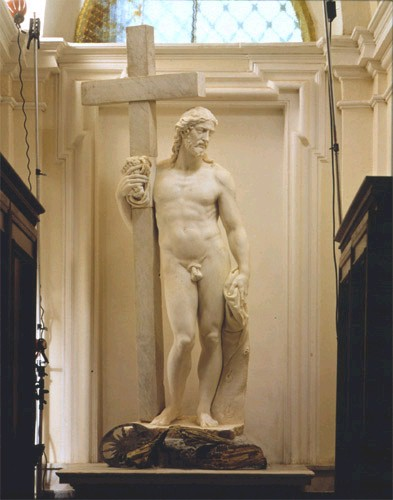
Statua marmorea: Cristo Portacroce di Michelangelo Buonarroti - Monastero San Vincenzo in Bassano Romano

Statua monumentale rappresentante il Cristo risorto, per lungo tempo attribuita ad un anonimo, per quanto bravo, scultore seicentesco, il quale si sarebbe ispirato al Cristo portacroce, analoga opera di Michelangelo, che si conserva nella chiesa di Santa Maria sopra Minerva, a Roma. Grazie all'indagine archivistica di atti notarili, lettere e inventari, compulsati nel corso dell'allestimento della mostra sulla galleria Giustiniani tenutasi a Roma nel palazzo omonimo nel 2001, è balzata all'attenzione mondiale una sorprendente verità: è opera del giovane Michelangelo, scolpita durante il soggiorno romano del grande maestro negli anni 1514-16, precedente di alcuni anni quella della Minerva. Il geniale scultore la lasciò incompiuta a motivo di una vena nera o pelo nero, riscontrata nel marmo sulla guancia sinistra del Redentore, per cui decise di smettere, a opera ormai quasi ultimata. Ne fece dono, senza compenso alcuno, all'amico committente Metello Vari, il quale, in segno di stima e gratitudine, gli mandò un puledro. Nel 1607 il pezzo è sul mercato antiquario e non poteva sfuggire all'attenzione del grande mecenate e intenditore d'arte, il marchese Vincenzo Giustiniani, che l'acquistò, arricchendo la sua già cospicua galleria di statue antiche e successivamente destinandola al mausoleum di famiglia a Bassano Romano.

## Santuario del Santo Volto
La chiesa era già dedicata a san Vincenzo di Saragozza, diacono spagnolo del III secolo. Da oltre 25 anni è diventata chiesa-santuario del Santo Volto di Nostro Signore Gesù Cristo. Ciò per volere del servo di Dio, padre Ildebrando Gregori, che ha raccolto come padre spirituale le mistiche rivelazioni di suor Maria Pierina De Micheli.
All'interno del santuario è possibile ammirare una copia a grandezza naturale della Sindone, conservata a Torino. La chiesa è meta di pellegrinaggi, è il luogo dove si invoca particolarmente la misericordia divina e il dono della pace. Ogni ultimo martedì del mese viene celebrata una messa a cui segue un'ora di adorazione. Qui i monaci celebrano ogni giorno la Liturgia delle Ore e pregano nel coro.
Presso il monastero, sempre a opera dell'abate Gregori, ha avuto anche origine la congregazione delle Riparatrici del Santo Volto di Nostro Signore Gesù Cristo.

### Attività
Il monastero attualmente è sede della casa per ferie Padre Ildebrando Gregori. San Benedetto nella sua regola raccomanda ai monaci di accogliere gli ospiti come se fosse Cristo stesso a bussare alla porta del monastero. Prima ancora che le moderne organizzazioni predisponessero strutture alberghiere e centri ricettivi di vario genere, sono stati proprio i monasteri con le loro foresterie a prestarsi generosamente per fornire l'alloggio e il vitto ai viandanti e particolarmente ai pellegrini. La struttura, con lo status giuridico di casa per ferie, può offrire un posto dove ricuperare le forze necessarie, incontrarsi con sé stessi nella quiete e nel silenzio del chiostro, ravvivare lo spirito cristiano. La casa per ferie ha le strutture predisposte per l'accoglienza sia di gruppi che di persone singole. Dedicata all'abate Ildebrando Gregori, fondatore del monastero, dispone di 120 posti letto, sale riunioni, cucine in autogestione, e tutto ciò che può essere utile alla buona permanenza e al riposo dello Spirito.
Dal 13 novembre 2024 il Priore Conventuale del monastero è il monaco sacerdote e teologo congolese Padre Berckus Duverly Goma.